# Carmo Bernardes
Carmo Bernardes da Costa (Patos de Minas, 2 de dezembro de 1915 — Goiânia, 25 de abril de 1996) foi um escritor brasileiro.[ligação inativa]

## Biografia
Radicou-se em Goiás e era considerado um mestre da literatura regionalista. Nasceu em Patos de Minas, a família se transferiu para a cidade de Formoso, em 1921 e, em 1927 para o município de Anápolis. Estudo primário entre as duas cidades. Viveu no meio rural até 1945. Aprendeu atividades madeireiras com o pai. Na cidade exerceu variadas profissões. Foi carpinteiro, pedreiro, pintor de paredes, protético e depois jornalista. Especializou-se na redação de correspondência e documentos oficiais e nessa profissão entrou para o serviço público em 1959. Foi oficial administrativo em vários órgãos do governo de Goiás. Em 1964 foi indiciado nos IPMS da subversão e respondeu a processo nos tribunais políticos. Tendo sido afastado do serviço público, volta para o jornalismo profissionalmente, onde dirigiu a redação de jornais e revistas em Anápolis e Goiânia. Participou de congressos, se fez cronista e um precoce defensor do meio ambiente, dedicando-se a atividades ecológicas desde 1945. Conselheiro da Fundação Inca, foi representante no I Encontro Nacional sobre a Proteção e Melhoria do Meio Ambiente e na Primeira Conferência Nacional.[carece de fontes?]
Era um defensor ardoroso da fauna e da flora brasileira, principalmente do cerrado. Era membro da Academia Goiana de Letras e recebeu inúmeras homenagens.[carece de fontes?]
A seu respeito disse Jorge Amado: "Minha ida a Goiânia, deu-me o prazer do conhecimento pessoal do bom camarada, mas só ao voltar para a Bahia, ao ler "Jurubatuba", pude dar conta da enorme força criadora do tranquilo escritor, quase escondido nos fundos da livraria do Paulo Araújo. Livro no qual o regional se faz realmente universal através de uma narrativa poderosa e clara, admiravelmente simples - e como é difícil chegar a essa simplicidade de uma linguagem pura e límpida! Grande livro, seu Carmo, a colocar o autor na primeira fila dos ficcionistas brasileiros."
Autor de uma vasta obra, Selva-Bichos e Gente foi o último escrito por Carmo Bernardes, lançado em 2003. Embora a palavra gente apareça no título do livro, o destaque é para os bichos, onde o homem só aparece como mero coadjuvante e, quase sempre, no papel de predador.[carece de fontes?]
Entre as diversas premiações que recebeu, destaca-se a edição de "Ressurreição de um caçador de gatos" pela Casa de las Americas em Cuba.

## Obras
- Vida mundo - contos, 1966 Livraria Brasil central Editora - Goiânia
- Rememórias - crônicas, 1968 Livraria Leal Editora - GO
- Rememórias dois - crônicas, 1969 idem
- Jurubatuba - romance, 1972 Dep. Estadual de Cultura - GO
- Reçaga - contos, 1972 Livraria Leal Editora GO
- Areia branca - contos, 1976 Livraria Editora Cultura Goiana
- Idas e vindas - contos e causos, 1977 Editora Codecri RJ
- Força da Nova - relembranças, 1981 Secretaria de Educação do Estado - GO
- Nunila - romance, 1984 Ed. Record - RJ
- Quarto crescente, 1985 Universidade Federal de Goiás
- Memórias do vento - romance, 1986 Ed. marco Zero - RJ
- Ressurreição de um caçador de gatos, contos, 1991 Casa das Américas - Cuba
- Santa Rita - romance, 1993 Ed. EFG - GO
- Jângala - complexo do Araguaia, 1994 Edição do autor - GO
- Quadra da cheia - textos de Goiás, 1995 Edição do autor - GO
- Selva bichos e gente - crônicas, 2003 Agepel Editora